# Liste der Kulturdenkmale in Raschau-Markersbach

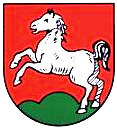
Wappen von Raschau

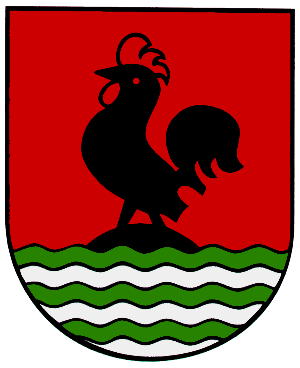
Wappen von Markersbach

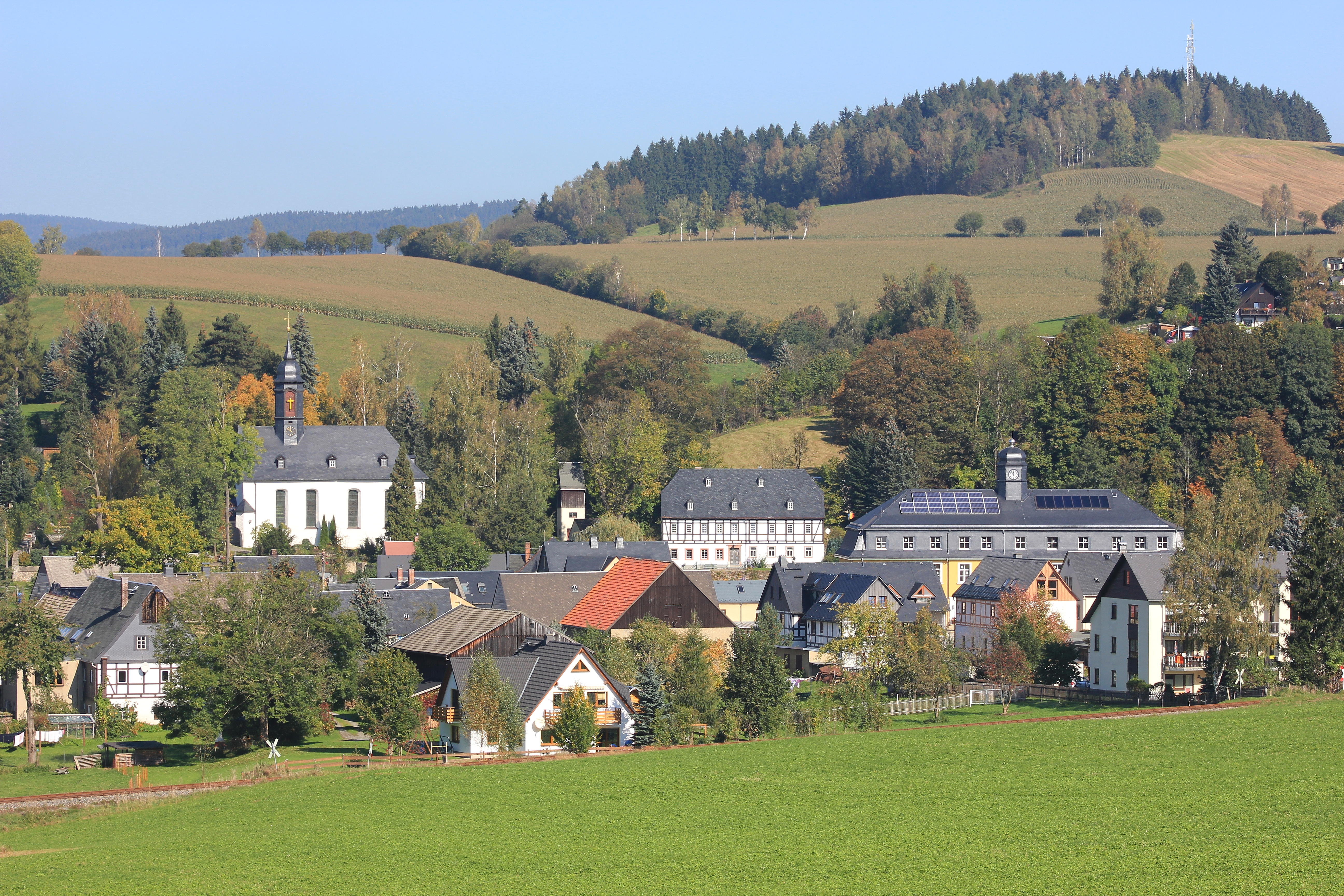
Dorfmitte von Raschau

Die Liste der Kulturdenkmale in Raschau-Markersbach enthält die Kulturdenkmale in Raschau-Markersbach. Die Anmerkungen sind zu beachten.
Diese Liste ist eine Teilliste der Liste der Kulturdenkmale in Sachsen.

## Legende
- Bild: Bild des Kulturdenkmals, ggf. zusätzlich mit einem Link zu weiteren Fotos des Kulturdenkmals im Medienarchiv Wikimedia Commons. Wenn man auf das Kamerasymbol klickt, können Fotos zu Kulturdenkmalen aus dieser Liste hochgeladen werden:
- Bezeichnung: Denkmalgeschützte Objekte und ggf. Bauwerksname des Kulturdenkmals
- Lage: Straßenname und Hausnummer oder Flurstücknummer des Kulturdenkmals. Die Grundsortierung der Liste erfolgt nach dieser Adresse. Der Link (Karte) führt zu verschiedenen Kartendiensten mit der Position des Kulturdenkmals. Fehlt dieser Link, wurden die Koordinaten noch nicht eingetragen. Sind diese bekannt, können sie über ein Tool mit einer Kartenansicht einfach nachgetragen werden. In dieser Kartenansicht sind Kulturdenkmale ohne Koordinaten mit einem roten bzw. orangen Marker dargestellt und können durch Verschieben auf die richtige Position in der Karte mit Koordinaten versehen werden. Kulturdenkmale ohne Bild sind an einem blauen bzw. roten Marker erkennbar.
- Datierung: Baubeginn, Fertigstellung, Datum der Erstnennung oder grobe zeitliche Einordnung entsprechend des Eintrags in der sächsischen Denkmaldatenbank
- Beschreibung: Kurzcharakteristik des Kulturdenkmals entsprechend des Eintrags in der sächsischen Denkmaldatenbank, ggf. ergänzt durch die dort nur selten veröffentlichten Erfassungstexte oder zusätzliche Informationen
- ID: Vom Landesamt für Denkmalpflege Sachsen vergebene, das Kulturdenkmal eindeutig identifizierende Objekt-Nummer. Der Link führt zum PDF-Denkmaldokument des Landesamtes für Denkmalpflege Sachsen. Bei ehemaligen Kulturdenkmalen können die Objektnummern unbekannt sein und deshalb fehlen bzw. die Links von aus der Datenbank entfernten Objektnummern ins Leere führen. Ein ggf. vorhandenes Icon  führt zu den Angaben des Kulturdenkmals bei Wikidata.

## Raschau
| Bild                                    | Bezeichnung | Lage                       | Datierung                        | Beschreibung | ID       |
| --------------------------------------- | --- | -------------------------- | -------------------------------- | --- | -------- |
| Direkt Bild zu diesem Denkmal hochladen | Kulturhaus | Beethovenstraße 10 (Karte) | 1952                             | Als typischer Kulturbau der 1950er-Jahre von baugeschichtlicher und ortsgeschichtlicher Bedeutung. Repräsentativer Mittelteil mit flankierenden niedrigeren Seitenflügeln, Mittelteil zweigeschossig mit Pilastergliederung und Dreieckgiebel, darüber ehemals Bezeichnung: „KULTURHAUS“, schmuckloser Eingang, Rechteckfenster (heute mit Einfachfenstern), einläufige Freitreppe zur vorgelagerten Terrasse sowie zum Haupteingang | 09267004 |
| Direkt Bild zu diesem Denkmal hochladen | Fabrikgebäude mit technischer Ausstattung, Wehr und Schütz (ehemals Maschinen-, Werkzeug- und Apparatebau Gebrüder Solbrig) | Hauptstraße 7 (Karte)      | 1920er Jahre                     | Ehemalige Turbinenbaufabrik mit vollständig erhaltener Maschinenausstattung, insbesondere Werkzeugmaschinen sächsischer als auch verschiedener bedeutender DDR-Betriebe aus den Jahren 1920 bis 1980, Transmission, Werkstattausstattung und Turbine, Schütz sowie Modellsammlung der produzierten Turbinen, aufgrund des erhaltenen authentischen funktionalen Zusammenhangs der Ausstattung von Seltenheit und von hohem technikgeschichtlichem Wert, als Zeugnis der Industrialisierung ländlicher Gemeinden auch ortsgeschichtliche Bedeutung Die Maschinenfabrik entstand 1924 am westlichen Ortsausgang von Raschau unweit des ehemaligen Hammerwerkes Pöckelgut. Das Gebäude liegt am Fluss Große Mittweida, in dem sich der Schütz befindet, der ebenfalls zum Denkmal gehört. Sie wurde von den Gebrüdern Arno Solbrig und Willy Solbrig gegründet, die anfangs hier Maschinen zur Herstellung von Pappen und Papieren produzierten. In der folgenden Generation stellten die Brüder Paul Solbrig (1906–1981) und Gerhard Solbrig (1913–1996) die Produktion auf wassertechnische Anlagen wie Turbinen und Schütze um. Das Fabrikgebäude ist zweigeschossig und besitzt ein flaches Satteldach. Giebelseitig wurde es nach Westen hin erweitert und erhielt dadurch seine markante langgestreckte Kubatur. Zwischen den großen, für Industriebauten typischen, mehrfach unterteilten Sprossenfenstern gliedern Lisenen die schlichte graue Putzfassade, die von vorstehenden, rotbraunen Sohlbänken belebt wird. Der westliche Nachkriegsanbau ist – typisch für seine Zeit – von wesentlich reduzierterer Gestaltung. Nur im Erdgeschoss finden sich dort die charakteristischen, mehrfach unterteilten Fabrikfenster. Im Inneren des Zweckbaus blieb die Stahlträgerkonstruktion sichtbar und der bauzeitliche Zustand weitestgehend bewahrt. Insbesondere im Verwaltungstrakt sind das Treppenhaus mit profiliertem Handlauf, die Innenausstattung des Büros und die in volkstümlicher Malerei gestalteten Türen hervorzuheben, deren Motive aus der Arbeitswelt stammen und einen authentischen Eindruck hinterlassen. Von Seltenheit und von hohem technikgeschichtlichem Wert ist die in seinem funktionalen Zusammenhang original erhaltene Fabrikausstattung. Diese besteht aus ausgewählten Maschinen und den für die Fertigung von Turbinen notwendigen Modellen, dem Betriebsarchiv sowie der technischen Ausstattung der Fabrik mit Transmissionswellen, der Einschienenkranbahn, der Zwillingsfrancisturbine und dem Schütz im Fluss. Der in sich geschlossen erhaltene Maschinenpark umfasst Werkzeugmaschinen sächsischer Hersteller aus den Jahren 1920 bis in die 1980er Jahre, darunter der Maschinenbaufabrik Schubert & Salzer (um 1920) und der Firma Pfauter (Chemnitz, 1946). Darüber hinaus gehören zur technischen Ausstattung auch Maschinen verschiedener sächsischer Kombinate, wie dem größten Drehmaschinenhersteller des ehemaligen Ostblocks, dem VEB Großdrehmaschinenbau „8. Mai“ Karl-Marx-Stadt und des VEB Werkzeugmaschinenkombinates „Fritz Heckert“ Karl-Marx-Stadt. Anhand dieser technischen Ausstattung lässt sich die Weiterentwicklung von Werkzeugmaschinen vom beginnenden 20. Jahrhundert bis zum Jahr 1990 chronologisch nachvollziehen und ist aufgrund der hohen Authentizität von Seltenheitswert in der sächsischen Denkmallandschaft. Die Maschinenfabrik ist ein Vertreter eines mittelständischen Betriebes, der bezeichnend für den Wirtschaftsstandort Erzgebirge ist. Seit dem 12. Jahrhundert durch den Bergbau und metallverarbeitende Produktionsstätten geprägt, wurde die Kulturlandschaft Montanregion Erzgebirge/Krušnohoří 2019 in die Liste des Weltkulturerbes aufgenommen. Dass sich Raschau seit dem 16. Jahrhundert vom bäuerlichen Waldhufendorf zu einem für das Erzgebirge typischen Industriedorf wandelte, ist ein Beispiel dieser Entwicklung. Als Zeugnis der Industrialisierung ländlicher Gemeinden hat das Fabrikgebäude damit eine ortsgeschichtliche Bedeutung. | 09306999 |
| Direkt Bild zu diesem Denkmal hochladen | Wohnhaus | Hauptstraße 19 (Karte)     | 1795                             | Fachwerkbau mit überhöhtem Mittelrisalit und Zwerchhaus, baugeschichtlich und ortsbildprägend von Bedeutung. Zweigeschossig, Erdgeschoss massiv – Straßenseite ursprünglich mittig angeordneter Hauseingang mit Granitportalgewände, dieses bezeichnet: „18.F.P.84“, neben Haustür Schaufenstereinbau, Obergeschoss Fachwerk teilweise verschiefert – Satteldach mit mittig angeordnetem Zwerchhaus mit Satteldach – Fachwerkkonstruktion, beiderseits des Zwerchhauses kleine stehende Gauben mit Satteldach, Erdgeschoss verändert. | 09266682 |
| Direkt Bild zu diesem Denkmal hochladen | Wohnhaus | Hauptstraße 26 (Karte)     | Ende 18. Jahrhundert             | Sehr kleiner Fachwerkbau mit verkleidetem Obergeschoss, baugeschichtlich und sozialgeschichtlich von Bedeutung. Zweigeschossig, drei mal zwei Achsen, Erdgeschoss massiv, Haustür seitlich angeordnet, Obergeschoss Fachwerk verkleidet, Satteldach mit Schieferdeckung, rückwärtige Traufseite mit zweigeschossigem massivem Anbau ohne Denkmalwert, als Beispiel einfachster Wohnverhältnisse im 18. Jahrhundert von sozialgeschichtlichem Wert. | 09266685 |
|                                         | Wohnhaus (mit Anbau) | Hauptstraße 30 (Karte)     | bezeichnet 1687                  | Zeit- und landschaftstypisches, sehr altes Fachwerkhaus von baugeschichtlicher und hausgeschichtlicher Bedeutung. Hakenhof durch nachträgliche Erweiterung des ursprünglichen Baus, ältester Gebäudeteil vermutlich nachträglich massiv unterfahren, vorkragende profilierte Schwelle des Obergeschosses mit Bezeichnung: „CZM 1687“, einriegeliges Fachwerk mit Streben sowie einigen aufgeblatteten Fußstreben, Fensteröffnungen verändert, Satteldach, Giebeldreiecke verbrettert oder verschiefert, an einer Seite mit Heuluke und Aufzug, Straßenseite Anbau (Mitte 19. Jahrhundert) im rechten Winkel mit massivem Erdgeschoss und Fachwerkobergeschoss, teilweise zweiriegelig mit Satteldach, Südseite weiterer massiver Anbau. | 09266707 |
| Direkt Bild zu diesem Denkmal hochladen | Auszugshaus eines ehemaligen Bauernhofes                                                                                    | Hauptstraße 60 (Karte)     | um 1800                          | Heute Haus der Volkskunst, schlichtes Fachwerkhaus, baugeschichtlich und heimatgeschichtlich von Bedeutung. Zweigeschossig, Erdgeschoss massiv vereinfacht, Obergeschoss regelmäßiges Fachwerk mit Eckstreben, Satteldach, Giebeldreiecke verbrettert, letzter Rest eines ehemaligen Bauernhofes – vermutlich Wirtschaftsgebäude, ursprünglich mittels Gang im Obergeschoss mit Wohnhaus verbunden. | 09266735 |
|                                         | Wohnstallhaus | Hauptstraße 64 (Karte)     | 1704                             | Zeit- und landschaftstypisches Fachwerkhaus von baugeschichtlichem und sozialgeschichtlichem Wert. Lang gestreckter Bau, Erdgeschoss massiv Bruchstein – teilweise unverputzt, Hauseingang mit Segmentbogenabschluss, Fachwerkobergeschoss regelmäßig mit Eckstreben, zweiriegelig, steiles Satteldach mit Schieferdeckung, Giebeldreiecke verschiefert, östliche Giebelseite mit Luke, sehr guter Originalzustand. | 09266774 |
| Direkt Bild zu diesem Denkmal hochladen | Wohnhaus | Hauptstraße 66 (Karte)     | 1773, 1774/1776 Dendro           | Schlichter Bau mit verschiefertem bzw. verputztem Fachwerkobergeschoss, von sozialgeschichtlichem und städtebaulichem Wert. Zweigeschossig, Erdgeschoss verputzt, Sockel Bruchstein unverputzt, Putzfachen, Fensterläden, Fachwerk im Obergeschoss vermutlich erhalten – verschiefert oder verputzt, Fensteranordnung beibehalten, Satteldach – schlichter Bau, Dokument der Bau- und Lebensweise zum Ende des 18. Jahrhunderts. | 09266783 |
| Direkt Bild zu diesem Denkmal hochladen | Wohnstallhaus mit angebauter Scheune und südöstliche Feldscheune eines Bauernhofes                                          | Hauptstraße 67 (Karte)     | 1840                             | Geschlossen erhaltenes Ensemble ländlicher Wohn- und Wirtschaftsgebäude, baugeschichtlich und heimatgeschichtlich von Bedeutung. Wohnhaus: zweigeschossig, Erdgeschoss massiv Bruchstein, teilweise verputzt, Fenstergewände mit einer Hohlkehle, Fensterläden, einfache Türportale, im Obergeschoss regelmäßiges zweiriegeliges Fachwerk mit Eckstreben, Satteldach, Giebel verkleidet, am Südgiebel Luke mit Heuaufzug, am Nordgiebel Holzscheunenanbau, südöstlich des Wohnhauses große Scheune. | 09266790 |
|                                         | Wohnhaus (ohne Anbau) | Hauptstraße 70 (Karte)     | 1799                             | Original erhaltenes Fachwerkhaus von baugeschichtlicher und städtebaulicher Bedeutung, ebenfalls heimatgeschichtlich und straßenbildprägend von Bedeutung. Zweigeschossig, sechs mal drei Achsen, Erdgeschoss massiv verputzt, mittig Hauseingang mit Tür von 1884 mit Kunstgussgitter, Türportal bezeichnet „18 WGE 84“, Obergeschoss Fachwerk, Krüppelwalmdach mit Schieferdeckung und originalen Gauben, straßenbildprägend. | 09269034 |
|                                         | Rathaus mit Postamt | Hauptstraße 71 (Karte)     | 1907                             | Städtebaulich markanter Putzbau, baugeschichtlich und ortsgeschichtlich von Bedeutung. Zweigeschossiger Putzbau auf rechteckigem Grundriss, Kunststeinfenstereinfassungen farblich abgesetzt, Fassade geprägt von Volutengiebeln und Erker (erstes Obergeschoss) sowie unterschiedlichen Fensterformaten, seitlich Eingang zum Postamt, Walmdach mit Schieferdeckung, Schleppgauben und großem quadratischem Uhrturm mit flacher Welscher Haube. | 09266815 |
|                                         | Wohnhaus | Hauptstraße 75 (Karte)     | bezeichnet 1797                  | Zeit- und landschaftstypisches Fachwerkhaus, baugeschichtlich und heimatgeschichtlich von Bedeutung. Zweigeschossig, Erdgeschoss massiv – leicht verändert, Fachwerkobergeschoss 2-riegelig mit Eckstreben, Giebel teilweise verkleidet, Satteldach, an Straßentraufseite an Schwelle des Obergeschosses bezeichnet „1797“ – dort ursprünglich Hauseingang, hintere Traufseite Fachwerkerker im Obergeschoss mit Schleppdach. | 09266842 |
| Direkt Bild zu diesem Denkmal hochladen | Wohnstallhaus und Scheune eines Dreiseithofes                                                                               | Hauptstraße 76 (Karte)     | 18. Jahrhundert, womöglich älter | Regionaltypische Gebäude in Holzbauweise, baugeschichtlich und wirtschaftsgeschichtlich von Bedeutung. - Wohnhaus: Zweigeschossig, Erdgeschoss massiv, Fensterläden, Obergeschoss Fachwerk verbrettert, Satteldach, Giebelseite eingeschossiger Scheunenanbau mit Satteldach, - Scheune: Gegenüber Wohnhaus, eingeschossig, Fachwerk verbrettert, Satteldach. | 09266856 |
| Direkt Bild zu diesem Denkmal hochladen | Wohnstallhaus und Scheune eines Bauernhofes                                                                                 | Hauptstraße 84 (Karte)     | bezeichnet 1859                  | Markantes Fachwerkhaus sowie zeittypischer Scheunenbau von baugeschichtlicher und straßenbildprägender Bedeutung. - Wohnhaus: Erdgeschoss massiv, teilweise unverputztes Bruchsteinmauerwerk, Obergeschoss regelmäßiges Fachwerk zweiriegelig mit Eckstreben, schiefergedecktes Satteldach, im Erdgeschoss Fenstergewände erhalten, Klappläden, klassizistisches Türportal mit flachem Dreieckgiebel bezeichnet „Anno 1859/FK AN“, Haustür aus Bauzeit – zweiflüglige Rahmenfüllungstür und Oberlicht, Kämpfer mit Würfelfries, - Scheune: Zweigeschossiger verbretterter Fachwerkbau mit Satteldach. | 09266881 |
| Direkt Bild zu diesem Denkmal hochladen | Wohnstallhaus und Scheune eines Bauernhofes                                                                                 | Hauptstraße 85 (Karte)     | 1859                             | Wohnstallhaus markantes Fachwerkgebäude, Scheune verbrettert Holzkonstruktion, baugeschichtlich und straßenbildprägend von Bedeutung. - Wohnhaus: Großer zweigeschossiger Bau auf längsrechteckigem Grundriss, ursprünglich sieben mal fünf Achsen, Satteldach, Erdgeschoss massiv verputzt, Natursteinsockel, einfache Fenster- und Türgewände, Garageneinbau, Obergeschoss Fachwerk, an Straßengiebelseite verschiefert, ebenso an hinterer Traufseite, - Scheune: Zweigeschossig, Fachwerk verbrettert, Satteldach. | 09266883 |
| Direkt Bild zu diesem Denkmal hochladen | Villa mit Garten und Einfriedung                                                                                            | Hauptstraße 108 (Karte)    | 1887                             | Gut erhaltener Historismusbau mit aufwändiger Fassadengestaltung, ortsgeschichtlich und baugeschichtlich von Bedeutung. Zweigeschossiger Putzbau auf rechteckigem Grundriss mit Walmdach, an der Ostseite zweigeschossiger massiver Verandaanbau Anfang 20. Jahrhundert mit Putznutung im Erdgeschoss, Villa mit aufwändig gestalteter Fassade, Hausrückseite schmucklos – eventuell später überformt, Fassade gegliedert durch profiliertes Gurtgesims, Mittelrisalite, regelmäßig angeordnete Fensterachsen, einfache profilierte Fenstergewände im Erdgeschoss und aufwändige Fenstergewände im Obergeschoss mit Sohlbänken und waagerechten Verdachungen gestützt von Konsolsteinen, weiterhin Putzbänder und aufgeputzte Lisenen an den Hausecken, über den Fenstern bzw. in den Bogenfeldern florale Dekorationen und Fruchtgirlanden. | 09266894 |
| Direkt Bild zu diesem Denkmal hochladen | Häuslerhaus | Mühlstraße 1 (Karte)       | 1809                             | Unmittelbar an der Mittweida stehendes Fachwerkhaus von baugeschichtlichem und städtebaulichem Wert. Zweigeschossig, Sockel Bruchstein unverputzt, Erdgeschoss Bruchstein verputzt, alte Rahmenfüllungstür mit sprossengeteiltem Oberlicht, Fenstergewänden und Klappläden, regelmäßiges zweiriegeliges Fachwerk im Obergeschoss mit Eckstreben, teilweise verschiefert, steiles Satteldach. | 09267022 |
| Direkt Bild zu diesem Denkmal hochladen | Wohnstallhaus, zeitweise Schmiede                                                                                           | Mühlstraße 4 (Karte)       | 1781 urkundlich                  | Gut erhaltenes Fachwerkhaus von baugeschichtlicher, hausgeschichtlicher und straßenbildprägender Bedeutung. Zweigeschossig, Erdgeschoss massiv unterfahren, ursprünglich vermutlich Umgebindehaus – (Blattsasse im Rähm des Erdgeschosses), regelmäßiges Fachwerk im Obergeschoss mit Mittel- und Eckstreben – teilweise massiv ersetzt, Giebeldreieck verbrettert, Satteldach, großes, das Ortsbild prägendes Gebäude. | 09267023 |
| Weitere Bilder                          | Mühlenanwesen mit mehreren Gebäudeteilen und Resten der technischen Ausstattung sowie Toreinfahrt                           | Mühlstraße 5; 5a (Karte)   | bezeichnet 1820                  | Traditionsreiches Mühlenanwesen in Fachwerkbauweise, baugeschichtlich, ortsgeschichtlich, technikgeschichtlich und ortsbildprägend von Bedeutung. - Longitudinalbau, Natursteinsockel, Fachwerkkonstruktion mit Eckstreben, zweigeschossig, hohes Mansarddach mit Schopf- bzw. Mansardwalmdach, Dacherker (ursprünglich mit Ladeluke) sowie Gauben, mit Satteldächern, am Türportal – Schlussstein bezeichnet „1820“ und „C. Süss“ sowie Freimaurersymbol (Zirkel, Winkel, Zahnrad oder Mühlrad?), Traufgesims des Hauptgebäudes profiliertes Holz, - Technische Ausstattung: Wasserrad Neubau 1995, Schaltwarte um 1920, Turbine 1920 (Thüringer Firma), die Mühle brannte 1818 ab, Wiederaufbau 1820. | 09267082 |
| Weitere Bilder                          | Sachgesamtheit Dorfkirche und Kirchhof Raschau                                                                              | Schulstraße (Karte)        | 1698 (Kirche)                    | Kleine Saalkirche mit kräftigem oktogonalem Dachreiter, baugeschichtlich und ortsgeschichtlich von Bedeutung – Allerheiligenkirche Sachgesamtheit mit folgenden Einzeldenkmalen: - Kirche (mit Ausstattung), - Aufbahrungshalle, - Eine Grabanlage, - Brunnen und Kirchhofsmauer (siehe Einzeldenkmale 09267374), - Baumbestand mit Allee (Gartendenkmal) - sowie der Kirchhof als Sachgesamtheitsteil. | 09305962 |
| Direkt Bild zu diesem Denkmal hochladen | Denkmal für die Gefallenen des Deutsch-Französischen Krieges 1870/71                                                        | Schulstraße (Karte)        | nach 1871                        | Ortsgeschichtlich von Bedeutung. - Denkmal Deutsch-Französischer Krieg: Sandsteinobelisk mit verwitterten Inschriften und Lorbeerkranz, - Drei Gedenksteine für die Kirchschullehrer Friedrich Wilhelm Ullrich und Karl Gottlob Geissler sowie den Pfarrer und Lehrer Gustav Friedrich Dinter. | 09269032 |
| Direkt Bild zu diesem Denkmal hochladen | Dorfkirche und Kirchhof Raschau                                                                                             | Schulstraße (Karte)        | 1698                             | Kleine Saalkirche mit kräftigem oktogonalem Dachreiter, baugeschichtlich und ortsgeschichtlich von Bedeutung. Einzeldenkmale der Sachgesamtheit: Kirche (mit Ausstattung), Aufbahrungshalle, eine Grabanlage, Brunnen und Kirchhofsmauer (siehe auch Sachgesamtheitsdokument – Obj. 09305962) - Kirche: Die kleine Saalkirche am Nordhang des Mittweidatals inmitten des von einer Wehrmauer umgebenen Friedhofs, geht auf einen Umbau von 1698 zurück. Restaurierungen 1894 (innen und außen) und 1960er Jahre. Verputzter Bruchsteinbau mit geradem Ostschluss, gestreckte Rundbogenfenster. Hohes gaubenbesetztes Satteldach, der kräftige oktogonale Dachreiter von 1790 leicht nach Westen gerückt. - Im Inneren: Schachbrettartige Felderdecke mit gemalten Musikantenengeln, Ende 17. Jahrhundert, zweigeschossige, mit barockem Schnitzwerk verzierte Nordempore, im mittleren Teil marmoriert gefasst, Ende 17. Jahrhundert (erneuert 1960er Jahre), an der Westseite Orgelempore. Altargemälde von 1916 von Johannes Mogk aus Dresden: vor dem Hintergrund mit örtlicher Topographie und Raschauer Kirche weist Christus dem Blinden den Weg, rechts im Bild kniend eine Verwandte des Stifters, Kanzel und Taufe von 1849, kleine Schnitzfiguren, Christus als Salvator und die zwölf Apostel, wohl von der Vorgängerkanzel, Ende 17. Jahrhundert, acht geschnitzte und gefasste Sargschilde einer bergmännischen Bruderschaft, vorwiegend in Gold und Grün, ovale Lorbeerrahmen mit Band umwunden, qualitätvolle Arbeiten der ersten Hälfte 18. Jahrhundert: dargestellt sind Szenen der Passion Jesu: Gethsemane, Gefangennahme, Geißelung, Verspottung, Kreuztragung sowie ein von zwei Bergleuten flankiertes Wappenschild mit Schlägel und Bergeisen, Buntglasfenster mit Darstellungen der Geburt Christi und Christus segnet die Kinder, um 1900, Steinmüller-Orgel von 1848, - Kirchhof: Aufbahrungshalle, 1926, Brunnen am Hauptweg mit Relief, 1926 Grabanlage Familie Freitag (Besitzer der ehemaligen Pappenfabrik), Christus segnend, überlebensgroße Plastik, zu Füßen Hammer und zerbrochenes Zahnrad, - Kleine Friedhofspforte (Pestpforte). | 09267374 |
| Weitere Bilder                          | Denkmal für die Gefallenen des Ersten Weltkrieges mit umgebender Freifläche                                                 | Schulstraße (Karte)        | 1931                             | Ortsgeschichtlich und künstlerisch von Bedeutung. Heute gewidmet für Gefallene des Ersten und Zweiten Weltkrieges, überlebensgroße Plastik: Soldat mit Frau und Kind von Hans Dammann Grunewald-Berlin, künstlerische Bedeutung, Weihe am 9. August 1931. | 09268959 |
| Direkt Bild zu diesem Denkmal hochladen | Wohnstallhaus eines Bauernhofes                                                                                             | Schulstraße 36 (Karte)     | 1829                             | Zeit- und landschaftstypisches Fachwerkhaus, baugeschichtlich von Bedeutung. Wohnhaus: zweigeschossig, sechs mal zwei Achsen, Erdgeschoss Bruchsteinmauerwerk verputzt, original erhalten, Obergeschoss Fachwerk verschiefert, Satteldach, Giebeldreieck mit Heuaufzug und Taubenschlag. | 09267136 |
| Direkt Bild zu diesem Denkmal hochladen | Wohnhaus | Schulstraße 60 (Karte)     | um 1774                          | Wertvoller Fachwerkbau, Konstruktion verkleidet oder verputzt, baugeschichtlich und hausgeschichtlich von Bedeutung. Zweigeschossig, Erdgeschoss massiv verputzt, Hauseingang in der Mitte der Traufseite mit Stichbogenportal mit Schlussstein, Fensterklappläden, Obergeschoss Fachwerk verputzt oder verkleidet – vorkragend, flachgeneigtes Satteldach, im Obergeschoss rechts neben Hauseingang historische Kreuzstockfenster. | 09267158 |
|                                         | Häuslerhaus | Schulstraße 62 (Karte)     | 1823                             | Zeit- und landschaftstypisches Fachwerkhaus von baugeschichtlicher und sozialgeschichtlicher Bedeutung. Erdgeschoss massiv, verputzt, Hauseingang in der Mitte der Traufseite, Putz erneuert, Obergeschoss Fachwerk mit Eckstreben, Krüppelwalmdach, Hauseingang mit Stichbogenportal. | 09267182 |
| Weitere Bilder                          | Pfarrhaus | Schulstraße 64 (Karte)     | 1823 lt. Urkunde                 | stattliches Fachwerkhaus, von baugeschichtlicher und ortsgeschichtlicher Bedeutung, dazu straßenbildprägende Wirkung. Breit gelagerter Fachwerkbau mit massivem Erdgeschoss, regelmäßige Fensteranordnung, im Erdgeschoss mit gekehlten Fenstergewänden, neun mal vier Achsen, regelmäßiges Fachwerk mit Eckstreben, an einer Giebelseite ursprünglich zweigeschossiger Abortanbau mit massivem Erdgeschoss und Fachwerkobergeschoss und Walmdach, Pfarrhaus mit hohem Krüppelwalmdach mit zweireihig angeordneten Gauben mit Satteldächern, originale zweiflüglige Rahmenfüllungstür mit Oberlicht (Haustür) | 09267262 |
| Direkt Bild zu diesem Denkmal hochladen | Haustür | Schulstraße 66 (Karte)     | um 1900                          | aufwändige Handwerksarbeit mit bemerkenswerter Ziervergitterung, handwerklich-künstlerisch von Bedeutung. Zweiflüglig mit gesprosstem Oberlicht, untere Füllungen mit Diamantquadern besetzt, Glaseinsätze mit Eisengussziervergitterung – diese mit Historismusornamenten und Kopfdarstellungen (Gaffköpfe), Kämpfer und Schlagleiste profiliert, regionales handwerkliches Produkt (Eisenkunstguss aus einer der umliegenden Gießereien) | 09267478 |
| Direkt Bild zu diesem Denkmal hochladen | Haustür | Schulstraße 67 (Karte)     | um 1900                          | aufwändige Handwerksarbeit mit bemerkenswerter Ziervergitterung, handwerklich-künstlerisch von Bedeutung. Zweiflüglig mit gesprosstem Oberlicht, untere Füllungen mit Diamantquadern besetzt, Glaseinsätze mit Eisengussziervergitterung – diese mit Historismusornamenten, Kämpfer und Schlagleiste profiliert, vermutlich regionales handwerkliches Produkt (Eisenkunstguss aus einer der umliegenden Gießereien) | 09269029 |
| Direkt Bild zu diesem Denkmal hochladen | Wohnhaus | Schulstraße 73 (Karte)     | 1663 lt. Ortschronisten          | stattliches Wohnhaus mit verkleidetem Fachwerkobergeschoss, baugeschichtlich und hausgeschichtlich von Bedeutung, straßenbildprägend. Im Erdgeschoss verändert, u. a. Garage, Obergeschoss Fachwerk fast unverändert erhalten, baulich leicht verändert | 09269030 |
| Direkt Bild zu diesem Denkmal hochladen | Wohnstallhaus und angebautes Seitengebäude                                                                                  | Schulstraße 77 (Karte)     | bez. 1795                        | original erhaltenes ländliches Bauensemble in Fachwerkbauweise, baugeschichtlich und straßenbildprägend von Bedeutung. Wohnhaus: Erdgeschoss massiv, Türportal mit Schlussstein, darüber zugehöriges Oberlicht mit Vergitterung – darin die Buchstaben „SD“ eingefügt, im Erdgeschoss Fenster mit schmiedeeiserner Vergitterung – daran Herz mit Jahreszahl „1795“ und den Buchstaben „CGS“, hohes Mansarddach mit Schopf, Gaupen mit Satteldächern, Seitengebäude: winkelförmig mittels Zwischenbau an Wohnhaus angebaut, Erdgeschoss massiv, Obergeschoss Fachwerk, 19. Jh. | 09267502 |
| Direkt Bild zu diesem Denkmal hochladen | Wohnstallhaus eines Bauernhofes                                                                                             | Schulstraße 80 (Karte)     | bez. 1688                        | sehr altes Fachwerkhaus von großer baugeschichtlicher und hausgeschichtlicher Bedeutung. Erdgeschoss Bruchsteinmauerwerk – teils verputzt, Türportale Anfang 19. Jh., Fensteröffnungen mit Klappläden, Obergeschoss Fachwerk mit eng stehenden Ständern und Eckstreben, teilweise verkleidet, Schwelle profiliert sowie halbrunde Füllhölzer, Satteldach, am Giebeldreieck Heuaufzug, über der Haustür alter Schlussstein mit Inschrift: „No75/J.A.H./1688“, ebenfalls Datierung „MW1688“ an Schwelle, ehem. Umgebindehaus – darauf deuten 2 × 3 Blattsassen traufseitig hin. | 09267528 |
| Direkt Bild zu diesem Denkmal hochladen | Wohnstallhaus | Schulstraße 86 (Karte)     | 1808 urkundlich                  | großer Fachwerkbau, baugeschichtlich und ortsbildprägend von Bedeutung. Erdgeschoss massiv – teilweise kleinere Anbauten, Obergeschoss Fachwerk – teilweise verbrettert, Satteldach, westliches Giebeldreieck verschiefert, Heuaufzug, im Erdgeschoss teilweise Bruchsteinmauerwerk sichtbar | 09267578 |
| Direkt Bild zu diesem Denkmal hochladen | Wohnhaus und Trockenschuppen einer Gerberei                                                                                 | Schulstraße 88 (Karte)     | bez. 1829                        | Bauensemble von baugeschichtlicher und ortsgeschichtlicher Bedeutung. Wohnhaus: schlichter zweigeschossiger Putzbau, im Obergeschoss vermutlich Fachwerk erhalten, Türstock bezeichnet 1829, Trockenschuppen: gehörte zur ehemaligen gegenüberliegenden Gerberei, Fachwerk verbrettert, teilweise Vorrichtung zur Lederaufhängung erhalten, vermutlich Haus in der Länge reduziert und Zwischendecke eingezogen, bezeichnet „ICD 1829“ | 09267733 |
| Direkt Bild zu diesem Denkmal hochladen | Wohnstallhaus und Scheune eines Bauernhofes                                                                                 | Schulstraße 89 (Karte)     | 1830                             | markantes Fachwerkhaus und zeittypische Holzscheune, baugeschichtlich und ortsbildprägend von Bedeutung. Wohnhaus: Erdgeschoss Bruchsteinmauerwerk – im Stallbereich und am Sockel unverputzt, gekehlte Fenstergewände und Stichbogenportal erhalten, einfache Brettertür am Stall und Holzklappläden an Fenstern des Wohnbereiches, regelmäßiges Fachwerk mit Eckstreben im Obergeschoss, Giebeldreieck verbrettert mit Heuaufzug, steiles Satteldach, Scheune: zweigeschossig, Fachwerk verbrettert, Satteldach | 09267851 |
| Direkt Bild zu diesem Denkmal hochladen | Wohnhaus | Schulstraße 91 (Karte)     | 1822                             | zeittypisches ländliches Wohnhaus mit verkleidetem bzw. verbrettertem Fachwerk im Obergeschoss, baugeschichtlich von Bedeutung. Erdgeschoss Bruchstein, im Sockelbereich unverputzt, Obergeschoss Fachwerk verschiefert bzw. verbrettert, Satteldach, Hauseingang mit Segmentbogen abschließend | 09267863 |
| Direkt Bild zu diesem Denkmal hochladen | Ehemaliges Auszugshaus eines Bauernhofes                                                                                    | Schulstraße 113 (Karte)    | 1792 mit Resten aus dem 17. Jh.  | bauhistorisch bedeutsames Fachwerkwohnhaus mit seltener Fachwerkkonstruktion. Wohnhaus: Erdgeschoss Bruchstein verputzt, nachträglich unterfahren, Obergeschoss Fachwerk – an hinterer Traufseite einriegelig, an einer Giebelseite aufwändige sehr alte Fachwerkkonstruktion mit geschweiften Andreaskreuzen, aufgeblatteten Kopfstreben sowie Fußstreben, Giebeldreieck verbrettert, Satteldach, an vorderer Traufseite mittig Vorlaube über dem Eingang, profilierte Schwelle und halbrunde Füllhölzer, hintere Traufseite schmaler zweigeschossiger Anbau (Aborterker?), vermutlich 1792 erbaut unter Einbeziehung von Teilen des Vorgängerbaus aus dem 17. Jh. (eine Giebelseite) | 09267864 |

## Langenberg
| Bild                                    | Bezeichnung                                                                          | Lage                             | Datierung                         | Beschreibung | ID       |
| --------------------------------------- | ------------------------------------------------------------------------------------ | -------------------------------- | --------------------------------- | --- | -------- |
| Direkt Bild zu diesem Denkmal hochladen | Kunst- und Treibschacht, Mundloch und Stollen zur Radstube                           | Elterleiner Straße (Karte)       | um 1800 (Kunst- und Treibschacht) | Bergbaugeschichtlich und ortsgeschichtlich von Bedeutung. Stollen um 1800 aufgefahren, zuletzt in den 1950er-Jahren durch SDAG Wismut genutzt, Kunstrad der Radstube nicht erhalten. | 09268361 |
| Direkt Bild zu diesem Denkmal hochladen | Mundloch des Fröhlicher Bergmann Stollns                                             | Elterleiner Straße (Karte)       | um 1800                           | Bergbaugeschichtlich und ortsgeschichtlich von Bedeutung. | 09268325 |
| Weitere Bilder                          | Herrenhaus und zwei Wirtschaftsgebäude des ehemaligen Rittergutes (heute Pflegeheim) | Elterleiner Straße 2 (Karte)     | bezeichnet 1807                   | Herrenhaus stattlicher klassizistischer Bau am Westufer des Schwarzbaches von baugeschichtlicher und ortsgeschichtlicher Bedeutung. - Herrenhaus des Rittergutes rechts des Schwarzbaches, 1807 erbaut, 1889 durch Wilmar Schwabe (Leipzig) als Erholungsheim eingerichtet, seit 1945 Feierabendheim, 1993 Rückführung an Wilmar Schwabische Heimstiftung, breit gelagerter zweigeschossiger Bau mit massivem Erdgeschoss, Fachwerkobergeschoss und Krüppelwalmdach sowie dreigeschossigem massivem Mittelteil mit Mansardwalmdach mit hohem, von Welscher Haube abgeschlossenem Dachreiter, rückwärtig moderne Anbauten ohne Denkmalwert, im Inneren gebuste Kreuzgratgewölbe und Korbbogentüröffnungen sowie historisches Treppenhaus. - Erstes Nebengebäude: Kleiner eingeschossiger Putzbau mit von Natursteingewänden eingefassten Rundfenstern oder Rundbogenfenstern und Krüppelwalmdach, Anfang 19. Jahrhundert, - Zweites Nebengebäude: Um 1905, eingeschossig, lang gestreckter Fachwerkbau mit Ziegelausfachung, bestehend aus zwei Kopfbauten und traufseitig angeordnetem offenem Mittelteil mit durchbrochenem Holzgeländer (eventuell Liegehalle), weit vorkragende, flach geneigte Satteldächer.         | 09267968 |
| Direkt Bild zu diesem Denkmal hochladen | Ehemaliges Pochwerk (später Gasthaus, jetzt Wohnhaus)                                | Elterleiner Straße 52 (Karte)    | 1804–1805                         | Markanter Putzbau mit bergbaugeschichtlicher, ortsgeschichtlicher und straßenbildprägender Bedeutung. Breit gelagerter eingeschossiger verputzter Bruchsteinbau mit Natursteinsockel und hohem Mansarddach mit Schopf, im Bereich der ehemaligen Pochstube Holzfenstereinfassungen, ansonsten Fensteröffnungen erweitert, Eingangssituation verändert, regelmäßig angeordnete Gauben mit Satteldächern, Giebel verbrettert – dort Bergbausymbole – Hammer und Schlegel, 1920 war technische Anlage noch vollständig erhalten, 1956 Wasserrad entfernt, ursprünglich Pochwerk der benachbarten Bergwerke, bemerkenswerte Holzklappläden mit historischen Beschlägen und Scharnieren, 1874 Einrichtung einer Schankwirtschaft, die später den Namen „Fröhlicher Bergmann“ erhielt. | 09268316 |
| Weitere Bilder                          | Gasthaus                                                                             | Grünhainer Straße 1 (Karte)      | 1902                              | Dominanter Bau im Schweizerstil mit leichten baulichen Veränderungen, baugeschichtlich und ortsgeschichtlich von Bedeutung. Zweigeschossiges Gebäude mit Bruchsteinsockel, Schichtmauerwerk, Erdgeschoss massiv, verputzt, Zierfachwerk im ersten Obergeschoss und an beiden Ecktürmen, nachträglich wurde das Dach aufgestockt, so dass das Haus heute als dreigeschossiges Gebäude erscheint, Dach in unterschiedlicher Gestaltung, zumeist Krüppelwalmdächer. | 09227479 |
| Direkt Bild zu diesem Denkmal hochladen | Huthaus (Nr. 10) und Bergschmiede (Nr. 11)                                           | Grünhainer Straße 10; 11 (Karte) | 1825                              | Zeit- und regionaltypische Putzbauten von bergbaugeschichtlicher und ortsgeschichtlicher Bedeutung. - Huthaus: Im Wald gelegener großer massiver Putzbau, zweigeschossig, im Erdgeschoss Natursteinfenstergewände und Portalgewände, alte Türen noch teilweise erhalten, Krüppelwalmdach mit Dachreiter und regelmäßig in zwei Reihen angeordnete Dachhäuschen mit Satteldach, - Bergschmiede: Zweigeschossiger Putzbau mit Walmdach, Fenstergewände und Portalgewände mit Schlussstein mit Bergbausymbolen – Schlägel und Bergeisen. | 09268365 |
| Weitere Bilder                          | Zwei Kalkbrennöfen des ehemaligen Kalkwerkes                                         | Mühlstraße 12; 13 (Karte)        | 1787 älteste Erwähnung            | Singuläre Zeugnisse der Kalkherstellung von großer industriegeschichtlicher Bedeutung. Zwei Kalkbrennöfen, weithin sichtbar als Landmarke in der Erzgebirgslandschaft, etwa 150-jährige Relikte einer hier schon 1787 erwähnten Kalkindustrie, auf die auch noch der nahe Teich als ehemaliges Abbaugebiet hinweist. Auf einem achteckigen und viereckigen Grundriss erheben sich mit Bruchstein ummantelte Brennkammern mit torbogenartigen, ziegelrandigen Beschickungsöffnungen. Darüber sind jeweils kegelförmige Rauchabzüge auf rundem Grundriss aufgesetzt. Die beiden Öfen sind nicht nur von großer industriegeschichtlicher und regionalgeschichtlicher, sondern auch von landschaftsprägender Bedeutung. Da es in Sachsen nur wenige vergleichbare Objekte gibt, die einen solchen Erhaltungszustand bewahrt haben, stellen sie darüber hinaus einen Seltenheitswert dar. Achteckiger oder quadratischer Grundriss, Ofenhauben darüber kegelförmig aus Ziegeln aufgeführt mit aufgesetztem rundem Rauchabzug, große torbogenartige Beschickungsöffnungen, 1947 zeitweise wieder in Betrieb genommen, singuläre Zeugnisse der Kalkherstellung, in ihrer Nähe noch Abbaugebiet (Teich) des Kalkwerkes erhalten. | 09267949 |

## Markersbach
| Bild                                    | Bezeichnung | Lage                          | Datierung                       | Beschreibung | ID       |
| --------------------------------------- | --- | ----------------------------- | ------------------------------- | --- | -------- |
| Weitere Bilder                          | Eisenbahnbrücke über das Tal der Großen Mittweida                                                                               | (Karte)                       | 1888                            | Landschaftsprägende, ingenieurtechnisch bemerkenswerte Stahlgerüst-Balkenbrücke von baugeschichtlicher und technikgeschichtlicher Bedeutung. Balkenbrücke über das Tal der Großen Mittweida zwischen den Bahnhöfen Markersbach und Scheibenberg, Gerüstpfeilerbrücke mit einem Meter Steigung auf 40 Meter, Gesamtlänge insgesamt 237 Meter, größte Höhe 37,5 Meter, acht Gerüstpfeiler trapezförmig, neun Öffnungen zu je 12,5 Meter (drei Öffnungen) bzw. 20 Meter (vier Öffnungen) und 25 Meter (zwei Öffnungen), Unterbögen (sogenannte „Fischbauchbögen“), Gesamtmasse 534 t, Streckenkilometer 16,019 der Strecke Buchholz–Schwarzenberg, Inschrifttafel: „Erbaut/1888“ und „Unter Leitung/des Geh. Finanzrath/Köpcke/entworfen von/Ingenieur Krüger“. | 09299587 |
| Direkt Bild zu diesem Denkmal hochladen | Wohnhaus | Annaberger Straße 2 (Karte)   | bezeichnet 1850                 | Zeit- und landschaftstypisches Fachwerkhaus, baugeschichtlich und straßenbildprägend von Bedeutung. Zweigeschossig, acht Achsen, Erdgeschoss massiv verputzt, Hauseingang mit Türportal – dieses bezeichnet „CHB 1850“, ursprünglich zwei Hauseingänge, heute nur ein Eingang erhalten, Obergeschoss Fachwerk mit Eckstreben, Giebel verschiefert, Krüppelwalmdach. Abgerissen im Juni 2018. | 09299556 |
| Weitere Bilder                          | Herrenhaus, zwei Wirtschaftsgebäude und Scheune                                                                                 | Annaberger Straße 3 (Karte)   | bezeichnet 1567                 | Herrenhaus verputzter Bruchsteinbau mit Walmdach und Renaissanceportal, Gebäudeensemble von großer ortsgeschichtlicher und baugeschichtlicher Bedeutung. Einzeldenkmale der Sachgesamtheit Hammerwerk Pöckelgut (siehe auch Sachgesamtheit, gleiche Anschrift – Obj. 09305914): - Herrenhaus: Repräsentativer, achtachsiger, zweigeschossiger verputzter Bruchsteinbau mit Walmdach, zweireihig angeordnete Gauben mit Satteldach und Rundfenstern, Renaissanceportal, am Schlussstein Wappenkartusche von Engeln gehalten – bezeichnet „TT/A/1567“, im Bogen Akanthusfries, an den Kämpfern Medaillons, im Inneren Kreuzgratgewölbe, Keller tonnengewölbt, schlichte Vorhangbogenfenster mit Natursteineinfassung, - Wirtschaftsgebäude: Unterschiedliche Entstehungszeit, - Wirtschaftsgebäude 1: Stallgebäude, eingeschossig, verputzter Bruchsteinbau, Mansarddach mit halbem Schopf, Rundbogentür, vermutlich 16. Jahrhundert, nördliche Hofseite, - Wirtschaftsgebäude 2: Stallgebäude neben der Hofeinfahrt, zweigeschossig, langgestreckt, Erdgeschoss massiv verputzt, Obergeschoss Fachwerk verbrettert, vermutlich giebelseitig verlängert, Schauer an Hofseite, Satteldach, 19. Jahrhundert, - Scheune: Eingeschossig mit Drempel, Fachwerk verbrettert, Satteldach, 19. Jahrhundert. | 09299561 |
| Direkt Bild zu diesem Denkmal hochladen | Sachgesamtheit Herrenhaus, zwei Wirtschaftsgebäude und Scheune                                                                  | Annaberger Straße 3 (Karte)   | 1567 (Herrenhaus)               | Herrenhaus verputzter Bruchsteinbau mit Walmdach und Renaissanceportal, Gebäudeensemble von großer ortsgeschichtlicher und baugeschichtlicher Bedeutung. Sachgesamtheit Hammerwerk Pöckelgut mit folgenden Einzeldenkmalen (siehe Einzeldenkmale, gleiche Anschrift – Obj. 09299561): sowie Gutspark mit zwei Teichen (Gartendenkmal) | 09305914 |
| Direkt Bild zu diesem Denkmal hochladen | Wohnhaus | Annaberger Straße 26 (Karte)  | um 1900                         | Zeittypischer Klinkerbau mit aufwändiger Fassadengestaltung, baugeschichtlich von Bedeutung. Zweigeschossig, sechs mal drei Achsen, davon eine gebundene Fensterachse, Mittelrisalit mit Hauseingang, im Erdgeschoss Segmentbogenfenster, Obergeschoss Rechteckfenster, an Hausecken und Risalit aufgeputzte Pilaster, Lisenen oder Bossenquaderung, Frontgiebel mit Rundfenster, Satteldach, gelber Klinker. | 09299557 |
| Direkt Bild zu diesem Denkmal hochladen | Wohnhaus | Annaberger Straße 55 (Karte)  | Mitte 18. Jahrhundert           | Recht altes, das Straßenbild prägendes Fachwerkhaus von baugeschichtlichem Wert. Zweigeschossig, Erdgeschoss massiv – leicht verändert, unter anderem Haustür verlegt, Obergeschoss regelmäßiges Ständerfachwerk, leicht vorkragend mit halbrunden Füllhölzern und profilierter Schwelle, Fenstergröße und -anordnung verändert, Satteldach. | 09299558 |
| Direkt Bild zu diesem Denkmal hochladen | Häuslerhaus | Annaberger Straße 68 (Karte)  | um 1800                         | Verbrettertes Fachwerkhaus von baugeschichtlichem und städtebaulichem Wert. Erdgeschoss massiv verputzt, Obergeschoss Fachwerk verbrettert, Satteldach, Fenstergrößen beibehalten. | 08985354 |
| Direkt Bild zu diesem Denkmal hochladen | Wohnhaus | Annaberger Straße 73 (Karte)  | um 1800                         | Zeit- und landschaftstypisches Fachwerkhaus mit qualitätvoller Haustür, baugeschichtlich und straßenbildprägend von Bedeutung. Zweigeschossig, fünf Achsen, Erdgeschoss massiv, Tür in Mitte der Traufseite mit Portalgewände, schöne Haustür mit Ziervergitterung um 1900, gut erhaltenes Fachwerk im Obergeschoss, Satteldach, durch erhöhte Lage und guten Originalzustand ortsbildprägend. | 09299562 |
|                                         | Pfarrhaus | Annaberger Straße 84 (Karte)  | um 1900                         | Zeittypischer Putzbau mit übergiebeltem Mittelrisalit, baugeschichtlich und ortsgeschichtlich von Bedeutung. Zweigeschossig, vier mal drei Achsen, Mittelrisalit, im Obergeschoss Fensterverdachung mit waagerechtem Gebälk oder Dreieckgiebel, auch im Erdgeschoss Fenstergewände, Satteldach, guter Originalzustand, giebelseitig Hauseingang mit originaler Haustür. | 08985144 |
| Weitere Bilder                          | Sachgesamtheit St.-Barbara-Kirche und Kirchhof                                                                                  | Annaberger Straße 84a (Karte) | 18. Jahrhundert                 | Malerisch gelegene, von hohen Kirchhofsmauern umgebene Saalkirche mit reicher Ausstattung, baugeschichtlich, ortsbildprägend und ortsgeschichtlich von Bedeutung, Kirche wohl romanischen Ursprungs. Sachgesamtheit mit folgenden Einzeldenkmalen: - Kirche (mit Ausstattung), - Kirchhofsmauer mit Pforte, - eine Grabanlage und zwei Grabmale (siehe Einzeldenkmale 09299586), - Lindenallee und zwei Torbäume (Gartendenkmal) - sowie Kirchhof, Grufthaus und vier Soldatengräber als Sachgesamtheitsteile. - Kirche: Errichtung Chor erste Hälfte 15. Jahrhundert, Umbau Saal 17. Jahrhundert, Erneuerung Dachstuhl 1720, Restaurierungen 1878 außen und 1955 innen, schlichter verputzter Bruchsteinbau, spätgotischer Chor eingezogen und dreiseitig geschlossen, Saal mit flacher, bemalter Holzdecke und spitzbogigem Triumphbogen zum Chor – dieser mit Kreuzrippengewölbe, Nordseite zweigeschossige Empore mit bemalten Brüstungsfeldern mit Darstellungen aus dem Alten und Neuen Testament (vor 1610 und 1662), Südempore und Kanzel 1610, auch diese Empore mit bemalten Brüstungsfeldern (kleine Propheten), im Altarraum Hammerherrenchöre und barocker Beichtstuhl 1720, Reste spätgotische Wandmalereien, barocker Altar 1720, Holzkanzel mit Schalldeckel bezeichnet 1610, (weitere Ausstattung s. Dehio II Sachsen, 1998, S. 677ff.,) - Trampeli-Orgel von 1806, - An der westlichen äußeren Kirchenwand zwei Sandsteingrabmale, das eine bezeichnet „1638“, Erbbegräbnis Carl-Emil Weber (1854–1919, Pappen- und Sägewerkfabrikant). Zur Sachgesamtheit gehören: Vier Soldatengräber Zweiter Weltkrieg, einfache Holzkreuze und südliches Grufthaus, 18. Jahrhundert. | 09305963 |
| Weitere Bilder                          | Kirche (mit Ausstattung), Kirchhofsmauer mit Pforte, eine Grabanlage und zwei Grabmale                                          | Annaberger Straße 84a (Karte) | 1. Hälfte 15. Jahrhundert, Chor | Malerisch gelegene, von hohen Kirchhofsmauern umgebene Saalkirche mit reicher Ausstattung, baugeschichtlich, ortsbildprägend und ortsgeschichtlich von Bedeutung, Kirche wohl romanischen Ursprungs. Einzeldenkmale der Sachgesamtheit St.-Barbara-Kirche und Kirchhof: (siehe auch Sachgesamtheitsdokument – Obj. 09305963) Beschreibung siehe oben. | 09299586 |
|                                         | Ehemalige Holzwarenfabrik mit Dampfmaschine und Sammlung technischer Ausstattung (Holzverarbeitungsmaschinen) sowie Schornstein | Annaberger Straße 110 (Karte) | 1859 gegründet                  | 1859 errichtetes Mühlengebäude, seit 1889 Fabrik für Herstellung von hölzernen Hülsen/Spulkernen insbesondere für Textilfabriken, aber auch kleine Produktion für Volkskunst, der schlichter Putzbau mit dem ortsbildprägenden Schornstein ist von ortsgeschichtlicher Bedeutung, die Dampfmaschine (liegende Einzylindermaschine), hergestellt von der Firma Hermann Ulbricht Chemnitz (1904), gehört zu den wenigen noch betriebsfähigen Maschinen in Sachsen, die Sammlung funktionstüchtiger und im Betrieb befindlicher Holzverarbeitungsmaschinen von Maschinenbauunternehmen aus dem Erzgebirge (u. a. Fa. Hoffmann, Aue) von Anfang des 20. Jahrhunderts ist von großer Seltenheit von herausragender technikgeschichtlicher Bedeutung. Firma 1859 gegründet, ab 1869 mit Wasserkraft betrieben, Herstellung von hölzernen Hülsen (Spulkerne) für Textilfabriken, Sonderanfertigungen für die erzgebirgische Volkskunst, Produktion bis zirka 1990, Umwandlung zur technischen Schauanlage und weitere geringere Produktion. - Fabrikgebäude: Schlichter Putzbau mit originalen Fenstern und Türen aus der ersten Hälfte des 20. Jahrhunderts, Walmdach, straßenseitig Anbau für das Sägewerk mit Schienenanschluss nach draußen (ebenfalls Anfang 20. Jahrhundert), - Schornstein: Klinkerbau, rund, zirka 45 Meter hoch, im unteren Drittel des Schaftes Zierverband, am Kopf ebenfalls Zierverband, Inventar der Spezialholzwarenfabrik August Frenzel von 1952: - Hülsenfabrik Erdgeschoss - 1. Leitspindeldrehbank mit 300 mm Spitzenhöhe, 4000 mm Bettlänge einschl. Deckenvorgelege, ein Satz Werkzeuge, Baujahr: 1921 - 2. Leitspindeldrehbank mit 170 mm Spitzenhöhe, 2900 mm Bettlänge einschl. Deckenvorgelege, ein Satz Werkzeuge, Baujahr: 1914 - 3. Kerndrehbank mit 160 mm Spitzenhöhe, 3500 mm Bettlänge einschl. Deckenvorgelege, ein Satz Werkzeuge, mit komplettem Zubehör, Baujahr: 1910 - 4. Leitspindeldrehbank mit 220 mm Spitzenhöhe, 2500 mm Bettlänge einschl. Deckenvorgelege, ein Satz Werkzeuge, mit komplettem Zubehör, Baujahr: 1924 - 5. Universal-Werkzeugbank mit 260 mm Spitzenhöhe mit Leitspindel und Support einschließlich Deckenvorgelege, 5300 mm Bettlänge, ein Satz Werkzeuge, mit komplettem Zubehör, Fabrikat: Gebr. Merkel, Raschau, Baujahr: 1909 - 6. Bandsäge mit 900 mm Rollendurchmesser, schräg verstellbarem Tisch, Schutzvorrichtungen, komplettes Zubehör, Fabrikat: Hübschmann & Kämpf, Baujahr: 1909 - 7. Säulenbohrmaschine mit eingebautem Vorgelege bis 16 mm Bohrleistung, ein Satz Werkzeuge, Baujahr: 1925 - 8. Ständerbohrmaschine K* - 9. Säulenbohrmaschine mit eingebautem Vorgelege bis 30 mm Bohrleistung, ein Satz Werkzeuge, Baujahr: 1926 - 10. Bügelkaltsäge mit 300 mm Sägeblattlänge mit Fest- und Losscheibe und kompl. Zubehör, Baujahr: 1924 - 11. Feilbank 2500 m mm lang mit: einem Parzellenschraubstock, einem Zangenschraubstock, zwei Werkzeugkästen mit Werkzeug - 12. Feldschmiede mit Ventilator normalem Zubehör einschl. einer Garnitur Schmiedewerkzeugen, Baujahr: 1902 - 13. Amboss auf Holzstock mit Sperrhorn, Gewicht 138 kg - 14. Einarmige Handspindelpresse mit Holzbock, Fabriknummer 8007 mit 48 mm Spindel-Durchmesser, komplettes Zubehör, Fabrikat: Kircheis, Aue, Baujahr:1916 - 15. Posten Löffelbohrer 10–60 mm Durchmesser einschl. Bohrwerkzeuge - 16. Posten verschiedene Riemen - 17. Blechträgermaschine: Schorler & Steubler, Maschinenfabrik, Aue - 18. Transmission: drei eiserne Riemenscheiben, Baujahr: 1916 - 19. SF-Handschleifmaschine mit biegsamer Welle mit eingebautem Motor 1,1 kW, 110/220 Volt, 2860/min., - Modell CF von Scheer & Co., Stuttgart-Feuerbach, Type RW 44991, komplett mit Aufhängung 1,4 / 7,0 Amp. - Trockenraum 9000 mm × 4500 mm mit Lattenrosten ausgelegt, 40 laufende Meter Rippenheizrohr 70 mm Durchmesser in vier Strängen mit Dampfzu- und ableitungsrohren, Ventilen und sonstigen Armaturen. - Hülsenfabrik Oberer Saal (1. Obergeschoss) - 1. Querscheibendrehbank mit Vorlege: Fabrikat: E. Kirchner & Co., Leipzig, Baujahr: 1910 - 2. Kerndrehbank mit Deckenvorgelege: Fabrikat: Merkel, Raschau, Baujahr: 1927 - 3. Tischfräsmaschine mit Eisengestell: Tischgröße 900 mm × 820 mm mit Oberlager, zwei Fräsdornen 16 und 24 mm Ø, komplett mit allem Zubehör einschl. Fußbodenvorgelege, Fabrikat: Hoffmann, Aue, Baujahr: 1905 - 4. Zwei Tischkreissägen mit Eisengestell, Hoch und tief verstellbarem Tisch, Tischgröße 950 mm × 500 mm, 400 mm Sägeblattdurchmesser, komplett mit allem Zubehör, einschließlich Deckenvorgelege, Fabrikat: Hoffmann, Aue, Baujahr: 1911 - 5. Bandsäge mit 800 mm Rollendurchmesser, Modell DC mit Schutzvorrichtung, Fest- und Losscheibe und komplett mit allem Zubehör, Fabrikat: Hoffmann, Aue, Baujahr: 1906 - 6. Bohrmaschine, Modell FBI, Fabriknummer 5593 mit 410 mm Ausladung hoch und tief verstellbarem Tisch, zentrisch spannenden Futter, mit eingebautem Vorgelege, Fabrikat: Kraus & Röber, Chemnitz, Baujahr: 1910 - 7. Langlochbohr- und Stemm-Maschine für Löcher bis 200 mm Länge, 35 mm Stärke und 100 mm Tiefe, mit Kreuzsupport, Modell LGB mit eingebautem Vorgelege, mit normalem Zubehör, Fabrikat: Hoffmann, Aue, Baujahr: 1911 - 8. Rundstabhobelmaschine mit Handvorschub für Stäbe bis 50 mm Durchmesser, allem Zubehör, verschiedenen Messerköpfen, Fabrikat: E. Kirchner & Co., Leipzig, Baujahr: 1909 - 9. Rundstabmaschine wie Nummer 8, Fabrikat: E. Kirchner & Co., Leipzig, Baujahr: 1909 - 10. Bandsägenfeilmaschine mit selbsttätigem Vorschub, auf Holzbock montiert, Fabrikat: Vollmer, Biberach, Baujahr: 1911 - 11. Schleiftrommel 600 mm Durchmesser, auf Holzbock mit Antriebsscheibe, Baujahr: 1906 - 12. Transmission bestehend aus: Baujahr: 1906 - 13. Posten verschiedene Riemen - 14. Schablonendrehmaschine: Fabrikat: Merkel, Raschau, Baujahr: um 1913 - 15. Vollautomat Präzisionsmaschine: Fabrikat: Katzmareck, Leipzig, Baujahr unbekannt - Oberer Nebenraum - 1. Zwischentransmission mit: drei verschiedene Riemenscheiben 200 – 400 mm Durchmesser, Baujahr: 1916 - 2. Einarmige Spindelpresse mit 28 mm Spindeldurchmesser, Baujahr: 1916 - 3. Zwischentransmission bestehend aus: drei verschiedene Riemenscheiben 200 – 400 mm Durchmesser, Baujahr: 1916 Leimerei - - 1. Abrichthobel- und Fügemaschine: Arbeitsbreite 420 mm, Tischlänge 2000 mm, 4000/min, Kugellager in der Messerwelle einschl. kompletten Vorgeleges, Norm. Zubehör, Fabrikat: Krauss & Röber, Chemnitz, Baujahr : 1910 - 2. Abrichthobel- und Fügemaschine: Arbeitsbreite 500 mm, Tischlänge 2000 mm, 4000/min, Runde Messerwelle, normales Zubehör, einschließlich eines kompletten Vorgeleges, ein Deckenvorgelege, Fabrikat: Hoffmann, Aue, Baujahr : 1923 - 3. Besäumkreissäge: Sägeblattdurchmesser 500 mm, Fahrtischlänge 1500 mm, Fahrbahnlänge 3500 mm, auf Holzgestell montiert, Doppelkreissägenlager, Schutzvorrichtung u. normales Zubehör, ein komplettes Vorgelege, Fabrikat: Hoffmann, Aue, Baujahr : 1906 - 4. Zwischentransmission bestehend aus: eine Welle 5500 mm × 50 mm, eine Scheibenkupplung 50 mm Bohrung, zwei Mauerlager 50 mm Bohrung, ein Hängelager 50 mm Bohrung, fünf verschiedene Riemenscheiben, Baujahr: 1906 - 5. Verschiedene Riemen: zwei Stück zur kleinen Abrichte, zwei Stück zur großen Abrichte, zwei Stück zum Dicktenhobel, zwei Stück zur Saumsäge, zwei Stück zum kombinierten Dicktenhobel - 6. Leimkocher mit zwei Kupferkesseln, Heizkörper mit Dampfzu- und ableitungsrohren, normales Zubehör (abgebaut) - 7. Kombinierter Dicktenhobel-Abricht- und Fügemaschine mit 500 mm Arbeitsbreite, 4000/min., zwei Vorschubgeschwindigkeiten mit abnehmbaren Abrichtetischen, komplett mit Schutzvorrichtungen und sonst. Zubehör, Fabrikat: Törpsch, Leipzig, Baujahr: 1935 (abgebaut) - 8. Dreiseithobelmaschine: Fabrikat: Lein, Pirna, U3, vermutlich 1930er Jahre - Kraftraum - 1. Dampfmaschine: hergestellt von der Maschinenfabrik Hermann Ulbricht Chemnitz, kleine liegende Einzylindermaschine mit Bajonettrahmen, Expansionsschiebersteuerung und Steinle-Fliehkraftregler, urspr. Einflammrohrkessel von Sulzberger, Flöha (Baujahr 1904, H: 47 m²), seit 1971 Zweiflammrohrkessel vom Dampfkesselbau Dresden-Uebigau (L: 6100 mm, D: 2000 mm, Planrost), Technische Daten: 40 PS Normalleistung, Expansionsschieber, stehender Gewichtsregler, ein Zylinder, eine Expansionsstufe, 242 mm HD-Zylinderdurchmesser, 430 mm Kolbenhub, 2250 mm Schwungraddurchmesser, 11 bar Dampfdruck, Kondensation 1,6 bar Gegendruck, Abtrieb Riemen auf Transmission, Drehzahl 143/min, - 2. Stehende Speisewasserpumpe mit 45 Kolbendurchmesser mit Hubexenter einschließlich Zwischenvorgelege und normalem Zubehör, Baujahr: 1904 - 3. Teilweise erhalten: Rohranlage im Kessel- und Maschinenhaus mit kompl. Armatur, Baujahr: 1904 - 4. Werkbank mit Parallelschraubstock mit komplettem Werkzeug mit Kasten - 5. Zwischentransmission - Kesselhaus: - 1. Dampfmaschine: hergestellt von der Maschinenfabrik Hermann Ulbricht Chemnitz, kleine liegende Einzylindermaschine mit Bajonettrahmen, Expansionsschiebersteuerung und Steinle-Fliehkraftregler, urspr. Einflammrohrkessel von Sulzberger, Flöha (Baujahr 1904, H: 47 m²), seit 1971 Zweiflammrohrkessel vom VEB Dampfkesselbau Dresden-Uebigau (L: 6100 mm, D: 2000 mm, Planrost), Technische Daten: 40 PS Normalleistung, Expansionsschieber, stehender Gewichtsregler, ein Zylinder, eine Expansionsstufe, 242 mm HD-Zylinderdurchmesser, 430 mm Kolbenhub, 2250 mm Schwungraddurchmesser, 11 bar Dampfdruck, Kondensation 1,6 bar Gegendruck, Abtrieb Riemen auf Transmission, Drehzahl 143/min, - 2. Restartinginjektor Nummer 4 mit 2 Ventilen und kompl. Rohrleitung, Baujahr: 1904 - 3. Riemenspanner - 4. Schürgeräte - 5. Drehstrommotor 11 kW, Type IA 744, 220/380 Volt?, 1460/min mit Riemenscheibe, Spannschienen, kompl. Zubehör, Anlasser, selbsttätigem dreipoligem Ausschalter, einen 100 Ampere Schalter, Sicherungen, Schalttafel (Marmor) 850 mm × 450 mm mit zwei Zählapparaten - 6. Motorriemen - Spunddreherei rechts und links vom Flur Haupttransmission Baujahr: 1909 - a) Spunddreherei rechts - 1. 1 Schleifstein mit hölzernem Trog 600 mm Durchmesser, Kraftantrieb, Baujahr: 1902 - 2. Holzdrechseleinrichtung für zwei Arbeitsplätze bestehend aus: 2 I-Träger NP 18 je 6000 mm lang mit Holzfüßen, zwei kompl. Spindelstöcken, mit Fest- und Losscheiben, zwei handauflagen, zwei Reitstöcken, eine Kreissäge mit 200 mm Durchmesser, hölzerner Auflageplatte am Reitstock mit kompl. Zubehör, zwei Sätze Werkzeug, Baujahr: 1907 - 3. Tischkreissäge mit 600 mm Sägeblatt Durchmesser, Fest- und Lochscheibe, Holzgestell und Holztisch mit kompl. Zubehör, ein Reserveblatt, Baujahr: 1902 - 4. Drei Riemen: 6000 mm × 60 mm × 5 mm, 9000 mm × 100 mm × 8 mm, 3000 mm × 60 mm × 5 mm - b) Spunddreherei links - 1. Holzdrechseleinrichtung für 1 Arbeitsplatz bestehend aus: zwei Stück I-Träger NP 18 je 6000 mm lang mit Holzfüßen, ein kompletter Spindelstock, eine Handauflage, ein Reitstock, Fest- und Losscheibe, kompl. Zubehör, zwei Sätze Werkzeug, Baujahr: 1902 - 2. Spundautomat 1550 mm lang, 150 mm Spitzenhöhe mit Universalsupport einschl. Deckenvorgelege, zwei Sätze Reservemesser, Baujahr 1935 - 3. Spundbohrmaschine mit Handrückzeug, selbsttätige Ausstoßung, mit Holztisch einschl. Deckenvorgelege, komplettes Werkzeug und normales Zubehör, Baujahr: 1908 - 4. Drei Riemen: 6000 mm × 100 mm × 5 mm, 15000 mm × 150 mm × 8 mm, 5500 mm × 80 mm × 6 mm - Sägewerkseinrichtung - 1. Walzenvollgatter „Herkules“ Hoffmann, Aue, Baujahr: 1926 mit zwei Klotzeinspannwagen, ein Klotzvorlegewagen, 20 m Schienengleis, Zubehör - 2. Gatterfundament ca. 8 m³ Beton - 3. 24 Gattersägen mit Angeln und Keilen - 4. Zwei Klotztransportwagen mit 600 mm Spurweite, 1800 × 100 Wagenlänge, Holz mit Eisen beschlagen - 5. 70 laufendes Schienengleis mit Schwellen verlegt, teilweise genagelt - 6. Eine Kantholz- und Besäumkreissäge, Modell KS 5, mit 5 m Fahrttischlänge, 10,5 m eiserne Fahrbahn, sechs eiserne Schienentragfüsse, Kugellagersägewelle, Schutzvorrichtung, 600 mm Blattgröße, norm. Zubehör, einschließlich 1 Vorgelege, Fabrikat: Hoffmann, Aue, Baujahr: 1907 - 7. Automatische Schleifmaschine, Auto XIV, für Gatter- und Kreissägen und Bandsägen, mit Staubabsaugung, Fabrikat: Schmalz, Offenbach, Baujahr: 1916 - 8. Pendelsäge Modell CMA2 mit 500 mm Sägeblattdurchmesser, 4 m langem Holztisch, Schutzvorrichtung und eingebautem Vorgelege, mit einem Zwischenvorgelege, Fabrikat: Hoffmann, Aue, Baujahr: 1911 - 9. Transmission Baujahr: 1907 - 10. Riemen - 12. Teilweise original erhaltene Lampen - 13. komplette Heizungsanlage (Dampf) für die Arbeitsräume - 14. Holztransportanlage, bestehend aus: ein unteres Transportband 12 m, ein oberes Transportband 9 m, je 380 mm breit mit Traggerüst aus Holz und Transportwalzen, komplett mit Rädervorgelege und Antriebsmotor 2 PS. | 09299568 |
|                                         | Häuslerhaus (ohne Anbau) | Annaberger Straße 113 (Karte) | 1. Hälfte 19. Jahrhundert       | Zeit- und landschaftstypisches Fachwerkhaus, baugeschichtlich von Bedeutung. Traufständig, zweigeschossig, vier Achsen, Erdgeschoss massiv verputzt, Sockel Bruchstein unverputzt, Obergeschoss Fachwerk mit Eckstreben, Satteldach, ein Giebel massiv, Türportal am Sturz bezeichnet: „P. Beuthner 1912“, hintere Traufseite massiv. | 09299564 |
| Direkt Bild zu diesem Denkmal hochladen | Wohnstallhaus und Seitengebäude (Auszugshaus) eines Bauernhofes                                                                 | Annaberger Straße 119 (Karte) | 1. Hälfte 19. Jahrhundert       | Zeit- und landschaftstypische bäuerliche Wohn- und Wirtschaftsgebäude von baugeschichtlicher und sozialgeschichtlicher Bedeutung. - Wohnstallhaus: Erdgeschoss massiv verputzt, leicht verändert, Obergeschoss Fachwerk mit Eckstreben, Satteldach, durch erhöhte Lage prägend im Straßenraum, - Seitengebäude: Neben Wohnstallhaus in gleicher Bauweise, Obergeschoss teilw. verbrettert, Satteldach. | 09299565 |
| Direkt Bild zu diesem Denkmal hochladen | Wohnstallhaus und Granitwassertrog                                                                                              | Annaberger Straße 132 (Karte) | um 1800                         | Regionaltypisches Fachwerkhaus von baugeschichtlicher und ortsbildprägender Bedeutung. Zweigeschossig, Erdgeschoss massiv mit Türportal und Fenstergewänden, Obergeschoss schlichtes Fachwerk mit Eckstreben, Satteldach, traufseitig erweitert, dadurch Schleppdach, Giebeldreiecke verbrettert, Granittrog neben der Haustür. | 09299567 |
| Direkt Bild zu diesem Denkmal hochladen | Häuslerhaus | Annaberger Straße 151         | 1. Hälfte 19. Jahrhundert       | Schlichtes Fachwerkhaus von sozialgeschichtlichem Wert, zweigeschossig, Erdgeschoss massiv, verputzt, Obergeschoss Fachwerk teilweise verbrettert, flachgeneigtes Satteldach. | 09299576 |
| Direkt Bild zu diesem Denkmal hochladen | Straßenbrücke über die Große Mittweida                                                                                          | Dorfstraße 5 (bei) (Karte)    | um 1600                         | Einbogige Feldsteinbrücke von ortsgeschichtlicher und technikgeschichtlicher Bedeutung. Ursprünglich erhaltenes Brückenbauwerk mit gebogenen Brüstungen aus Feldsteinen, Brücke spannt sich mit Segmentbogen über die Mittweida, Aufsatz aus Dörfler Glimmerschiefer. | 09299588 |
| Direkt Bild zu diesem Denkmal hochladen | Haustür | Dorfstraße 33 (Karte)         | um 1900                         | Aufwändige Handwerksarbeit mit bemerkenswerter Ziervergitterung, handwerklich- künstlerisch von Bedeutung. Zweiflüglig mit gesprosstem Oberlicht, untere Füllungen mit Diamantquadern besetzt, Glaseinsätze mit Eisengussziervergitterung – diese mit Historismusornamenten und Kopfdarstellungen, Kämpfer und Schlagleiste profiliert, regionales handwerkliches Produkt (Eisenkunstguss aus einer der umliegenden Gießereien). | 09299583 |
| Weitere Bilder                          | Eisenbahnbrücke über die Hammerstraße                                                                                           | Hammerstraße (Karte)          | Ende 19. Jahrhundert            | Baugeschichtlich, eisenbahngeschichtlich und technikgeschichtlich von Bedeutung. Niedriger als Streichholzbrücke, aber ähnliches Konstruktionsprinzip, die Postamente Ziegelmauerwerk, sechs-jochig. | 08985469 |
|                                         | Wohnhaus und Bergkeller | Hammerstraße 16 (Karte)       | um 1800                         | Städtebaulich markanter Putzbau mit großem Rundbogentor, von baugeschichtlicher und sozialgeschichtlicher Bedeutung. Zweigeschossiger Putzbau, sechs Achsen, Erdgeschoss großes Rundbogentor, im Hof gemauerter Eingang zum Bergkeller. | 08985474 |
| Direkt Bild zu diesem Denkmal hochladen | Pappenfabrik mit Hauptgebäude, zwei Trockenschuppen und Dampfmaschine                                                           | Hammerstraße 17 (Karte)       | um 1900                         | Bauensemble von großer ortsgeschichtlicher und technikgeschichtlicher Bedeutung. - Hauptgebäude: Zweigeschossiger Putzbau, sieben mal vier Achsen, Rundbogenfenster – bekrönt von Ziegelbögen, Fenster mit Sprossenteilung, Straßenseite Haustür zugesetzt – Oberlichtfenster durch Rosette bzw. Halbkreise mit Dreipass unterteilt, über Haustür an der Hofseite gleiches aufwändiges Oberlichtfenster, dreiflüglige Kassettentür, - Trockenschuppen: Einfache Zweckbauten mit Holzlamellen, Satteldach, - Dampfmaschine: In Sachsen blieben noch fünf Dampfmaschinen der Crimmitschauer Maschinenfabrik erhalten, wobei diese Maschine eine der ältesten noch erhaltenen Maschinen dieser Firma ist, seit 1954 im Besitz der Pappenfabrik, zuvor seit ihrer Herstellung Eigentum der Vigognespinnerei Hermann Kürzel GmbH, - Technische Daten: 80 PS Normalleistung, Ventilsteuerung, stehender Fliehkraftregler, ein Zylinder, eine Expansionsstufe, 300 mm HD-Zylinderdurchmesser, 600 mm Kolbenhub, 2750 mm Schwungraddurchmesser, sechs bar Dampfdruck, Abtrieb Riemen, auf Transmission, gemeinsam mit Wasserkraft, Drehzahl 98/min, - Hersteller: Crimmitschauer Maschinenfabrik, Bauzeit: 1901, Fabrik-Nummer: 538, - Beschreibung: Liegende Einzylindermaschine mit Bajonettrahmen und Ventilsteuerung, stehender Fliehkraftregler, - Besitzer: Pappenfabrik H. Georgi Markersbach ab 1954 | 09299584 |
|                                         | Wohnstallhaus und Scheune eines Zweiseithofes                                                                                   | Hammerstraße 18 (Karte)       | Mitte 19. Jahrhundert           | Zeit- und landschaftstypische bäuerliche Wohn- und Wirtschaftsgebäude von baugeschichtlicher und sozialgeschichtlicher Bedeutung. - Wohnhaus: Erdgeschoss Bruchstein – teilweise verputzt, Obergeschoss Fachwerk, hintere Traufseite im Obergeschoss teilweise massiv, Satteldach, - Scheune: Eingeschossig, Fachwerk verbrettert, Satteldach. | 09299579 |
| Direkt Bild zu diesem Denkmal hochladen | Wohnstallhaus und Scheune eines Zweiseithofes                                                                                   | Obere Dorfstraße 23 (Karte)   | 1. Hälfte 19. Jahrhundert       | Zeit- und landschaftstypische bäuerliche Wohn- und Wirtschaftsgebäude, baugeschichtlich und sozialgeschichtlich von Bedeutung. - Wohnhaus: Zweigeschossig, Erdgeschoss massiv und verputzt, Obergeschoss Fachwerk mit Eckstreben, Satteldach, - Scheune: Eingeschossig, Fachwerk verbrettert, Satteldach. | 09299580 |

## Ehemalige Kulturdenkmale
| Bild                                    | Bezeichnung   | Lage                                                  | Datierung                                       | Beschreibung | ID |
| --------------------------------------- | ------------- | ----------------------------------------------------- | ----------------------------------------------- | --- | -- |
| Direkt Bild zu diesem Denkmal hochladen | Wohnstallhaus | Markersbach, Annaberger Straße 149 (Karte)            | um 1800                                         | Wohnstallhaus eines Bauernhofes mit integriertem Scheunenanbau; Fachwerkbau                                       |    |
| Direkt Bild zu diesem Denkmal hochladen | Wohnhaus      | Markersbach (Mittweida), Annaberger Straße 56 (Karte) | um 1800                                         | Wohnhaus in offener Bebauung; Fachwerkhaus (heute OG verkleidet)                                                  |    |
| Direkt Bild zu diesem Denkmal hochladen | Wohnhaus      | Markersbach (Mittweida), Annaberger Straße 64 (Karte) | 1. Hälfte 19. Jh.                               | Wohnhaus in offener Bebauung, Fachwerkhaus                                                                        |    |
| Direkt Bild zu diesem Denkmal hochladen | Wohnhaus      | Markersbach (Mittweida), Dorfstraße 5 (Karte)         | um 1800                                         | Ländliches Wohnhaus; einfaches Gebäude mit 1 erhaltenen Fachwerktraufseite                                        |    |
| Direkt Bild zu diesem Denkmal hochladen | Wohnhaus      | Markersbach (Mittweida), Dorfstraße 28 (Karte)        | 1. Hälfte 19. Jh. (Wohnhaus), um 1900 (Scheune) | Bäuerliches Wohnhaus und Scheune eines Bauernhofes                                                                |    |
| Direkt Bild zu diesem Denkmal hochladen | Scheune       | Markersbach (Mittweida), Obere Dorfstraße 20 (Karte)  | um 1850                                         | Scheune eines ehem. Bauernhofes; großer langgestreckter Bruchsteinbau                                             |    |
| Direkt Bild zu diesem Denkmal hochladen | Straßenbrücke | Raschau, Hauptstraße (Karte)                          | 1842                                            | Straßenbrücke über die Mittweida; einjochige Steinbogenbrücke mit gewölbter Fahrbahn; nahe Gaststätte „Volkshaus“ |    |
| Direkt Bild zu diesem Denkmal hochladen | Straßenbrücke | Raschau, Mittelstraße 1 (Karte)                       |                                                 | Straßenbrücke über die Mittweida, einbogige Natursteinbrücke                                                      |    |
| Direkt Bild zu diesem Denkmal hochladen | Häuslerhaus   | Raschau, Schulstraße 78 (Karte)                       | 1. Hälfte 19. Jh.                               | Häuslerhaus; Fachwerkhaus mit traufseitiger Erweiterung                                                           |    |